# Tosa (Schiff)
Die Tosa (jap. 土佐) war ein Schlachtschiff der Kaiserlich Japanischen Marine und Typschiff der Tosa-Klasse. Es wurde als Folge des Washingtoner Flottenabkommens von 1922 nie ganz fertiggestellt und schließlich 1925, nach mehreren Tests und Beschussversuchen, von der japanischen Marine selbst versenkt. Benannt war es nach der alten Provinz Tosa, auf Shikoku, in Japan.

## Planung und Bau
Die Tosa wurde am 16. Februar 1920 in Nagasaki von der Firma Mitsubishi auf Kiel gelegt und lief, nach mehreren Verzögerungen, am 18. Dezember 1921 vom Stapel. Die nun folgende Ausrüstungsphase sollte im Juli 1922 abgeschlossen werden.
Einen Tag vor dem Abschluss der Flottenkonferenz von Washington, die mit den Unterschriften der Repräsentanten am 6. Februar 1922 endete, wurde die Fertigstellung des Schiffes gestoppt.
Das Schiff war zu diesem Zeitpunkt, mit Ausnahme der Bewaffnung und Teilen der Aufbauten, weitgehend fertiggestellt.
Die Tosa wurde im August 1922 nach Kure geschleppt. Sie verblieb dort bis zum Juni 1924 und wurde dann der Artillerieschule der Marine übergeben, die verschiedene Tests der Panzerung durchführen sollte.

## Tests

Auszug einer Zeichnung aus der technischen Dokumentation der Tests an der Tosa mit den Positionen der Einzelversuche

Beginn der Testphase war der 6. Juni 1924. Die japanischen Ingenieure befestigten Druckmesser und kleine Kupferröhrchen (10 × 15 mm) in gleichen Abständen auf einem Gerüst an der Außenseite der Bordwand des Schiffes, um an deren Verformung später den Druck zu messen, der bei den Unterwasserexplosionen auf verschiedene Stellen des Rumpfes gewirkt hatte.
- Test an Position 1 (siehe Zeichnung): Eine Mk.-1-Seemine, gefüllt mit 100 kg Sprengstoff, wurde in 3,7 Metern Wassertiefe auf Höhe von Spant 57 an der Bordwand auf der Steuerbordseite gezündet. Der hohe Wasserdruck und die von der Explosion erzeugten Splitter beschädigten rund 26 m²[A 1] der Außenhaut des Rumpfes. 17 wasserdichte Abteilungen liefen sofort voll Wasser, fünf weitere füllten sich langsam als Folge progressiver Flutungen. Insgesamt nahm der Rumpf rund 995 tn.l. Wasser auf und entwickelte eine Schlagseite von 1° 54'. Der Schaden wurde als schwer, aber nicht fatal eingestuft. Das Schiff hätte den Treffer demnach überstanden. Der maximale Druck, der nahe dem Explosionspunkt gemessen wurde, lag bei 7,66 kg/mm² (rund 75 N/mm²).

- Test an Position 2 am 8. Juni: Ein Torpedo Typ 6 mit 200 kg Sprengladung wurde an der Backbordseite auf Höhe von Spant 87, rund 10 Fuß (3 Meter) über dem Kiel, an der Bordwand gezündet. Die Explosion zerstörte mehrere wasserdichte Abteilungen und riss das Torpedoschott vom Schiffsboden ab und bog es nach innen. Rund 24 m²[A 2] der Bordwand wurden beschädigt. Das Schott vor der Munitionskammer blieb jedoch intakt. Es wurden rund 1.008 tn.l. Wasser aufgenommen 28 Abteilungen liefen voll. Wiederum hätte das Schiff den Treffer überstanden, wenn auch die Erschütterung Beobachtungssysteme und Waffen zum Teil außer Funktion gesetzt hätte.

- Test an Position 4 am 9. Juni: Eine 300-kg-Sprengladung, ähnlich der eines Torpedos vom Typ 8, wurde auf Höhe von Spant 192 an der Steuerbordseite, 10 Fuß über dem Kiel an der Bordwand mit dem Aufschlagzünder des Torpedos gezündet. 13,4 m²[A 3] der Außenhaut wurden beschädigt. Das Torpedoschott wurde stark deformiert, und das folgende Längsschott erlitt ebenfalls Schäden. 1.203 tn.l. Wasser fluteten 27 Abteilungen. Die angrenzenden Maschinenräume liefen jedoch nicht voll. Auch hier stellten die Schäden keine Bedrohung für die Schwimmfähigkeit der Tosa dar.

- Test an Position 3 am 12. Juni war eine Kopie des Tests vom 9. Juni, diesmal an der Backbordseite und mit einer ferngezündeten 350-kg-Ladung. Der in Mitleidenschaft gezogene Teil der Außenhaut war zwar größer, aber das Resultat war mit dem Test vom 9. Juni vergleichbar und der Sprengkopf wurde als unzureichend im Einsatz gegen ein Schiffsziel mit einem derartigen strukturellen Schutzsystem eingestuft. Die im Schutzsystem verwendeten Knautschrohre wurden von den Ingenieuren als wirksam bewertet, aber infolge ihres hohen Gewichts empfahlen sie, selbiges besser für stärkere konventionelle Panzerplatten zu verwenden. 26 Abteilungen liefen mit rund 1.160 t tn.l. Wasser voll. Der maximale Druck, der nahe dem Explosionspunkt gemessen wurde, lag bei 13,41 kg/mm² (rund 131,5 N/mm²).

- Test an Position 5 am 13. Juni bestand aus einer Mine vom Typ Jahr 9, die rund 5 Fuß über dem Kiel an der Steuerbordwand auf Höhe von Spant 87 gezündet wurde. Die freigesetzte Energie der 150 kg Sprengstoff wurde vom strukturellen Schutzsystem des Schiffes weitgehend aufgefangen, und ein Schaden, der die Schwimmfähigkeit hätte bedrohen können, entstand nicht. Rund 32 m²[A 4] der äußeren Schiffshülle wurden beschädigt. 726 tn.l. Wasser fluteten 20 Abteilungen. Die angrenzenden Magazine wurden nicht beschädigt.

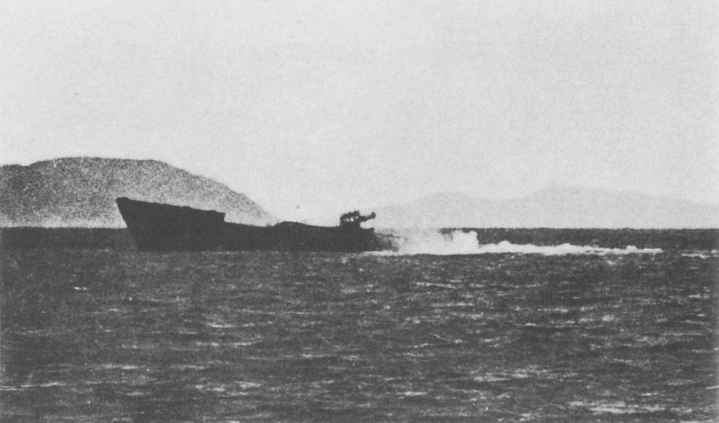
Die Tosa sinkt am 9. Februar 1925 über das Heck im Bungo-Kanal. Die Stelle, an der am 16. Juni 1924 bei der Explosion im Torpedoraum der obere Teil der Bordwand am Vorschiff abgesprengt wurde, ist deutlich zu erkennen.

- Der letzte Test, durchgeführt am 16. Juni, betraf nicht das Unterwasserschiff der Tosa, sondern sollte eine Simulation einer internen Explosion im Torpedoraum, unmittelbar vor der Barbette von Turm A im Vorschiff, werden. Dazu wurden mehrere Sprengköpfe von Typ-8-Torpedos in dem Raum gezündet. Die Explosion zerfetzte die Bordwände auf beiden Schiffseiten und riss auf der Backbordseite die Wände vom Wetterdeck bis knapp über die Wasserlinie auf. Die zerrissenen Teile der drei Stahldecks wurden nach oben und außen abgeknickt. Die daraus abgeleitete Empfehlung war, den Torpedoraum massiv zu panzern, um so zu verhindern, dass gegnerische Granaten in den Raum eindringen und die Torpedos zünden konnten. Falls dies nicht möglich sei, solle man den Torpedoraum an einer Seite mit einem schwächeren Schott abschließen, um so die Energie einer Explosion im inneren des Raumes über das schwache Schott in eine bestimmte Richtung zu lenken, so dass großflächige Schäden möglichst vermieden werden konnten.

Die genannten Unterwassertests führten zu der Erkenntnis, dass die wasserdichten Abteilungen, die hinter der Bordwand den strukturellen Schutz gegen Explosionen stellten, nicht ausschließlich mit Luft gefüllt sein sollten. Mit Luft gefüllte Abteilungen waren zwar zum Abbau der Druckwelle einer Explosion geeignet, waren aber fast wirkungslos gegen die Splitter, die eine Explosion ebenfalls produzierte. Eine Flüssigkeit, also Wasser oder Treibstoff, in Tanks erschien als sinnvollste Lösung zum Verlangsamen von Splittern, war aber wegen des hohen Gewichts nicht durchgängig anwendbar.
Folglich war eine Mischung aus Luft- und Flüssigkeits-Lagen der beste Weg, ein Schiff effektiv zu schützen.
Die Tosa wurde nach dem Abschluss der Unterwassertests für klassische Beschussversuche mit Artillerie verwendet. Dabei traf eine zu kurz geschossene 41-cm-Granate rund 25 Meter vor der Bordwand des Schiffes auf das Wasser, setzte ihren Weg aber fort und schlug in etwa 3,5 Metern Tiefe auf Höhe von Spant 228 in die Bordwand ein. Sie durchschlug die Außenhülle, ein Längsschott und das 75 mm dicke Torpedoschott, bevor sie in einem der Maschinenräume detonierte. Dieses unerwartete Ergebnis – schwerere Schäden als bei allen zuvor unternommenen Tests – führte zum einen zur Überarbeitung der Grundsätze für den Unterwasserschutz und zum anderen zur Entwicklung von neuen Granaten, die diesen Effekt ausnutzen sollten.

## Versenkung
Das Schiff wurde weiteren Beschusstests unterzogen und schließlich, nachdem Mitte Januar 1925 die Anweisung zur Selbstversenkung innerhalb eines Monats erteilt worden war, ausgeschlachtet und zur Versenkung vorbereitet.
Nachdem der Versuch, das Schiff durch Sprengladungen am 8. Februar zu versenken, durch das Versagen der Zünder gescheitert war, wurde sie letztendlich am Montag, dem 9. Februar 1925 im Bungo-Kanal, der Wasserstraße zwischen Kyūshū und Shikoku, durch das Öffnen der Bodenventile zum Sinken gebracht. Damit waren die Japan auferlegten Verschrottungsmaßnahmen aus dem Vertrag von Washington erfüllt.

## Bemerkungen
Alle Daten der Versuche wurden dem Bericht S-01-9 der US-Marine vom 31. Januar 1946 übernommen, Umrechnung wie folgt:
1. ↑  5,79 m (19 ft) × 4,57 m (15 ft) = 26,46 m²
2. ↑  6,71 m (22 ft) × 3,66 m (12 ft) = 24,56 m²
3. ↑  5,49 m (18 ft) × 2,44 m (8 ft) = 13,40 m²
4. ↑  5,49 m (18 ft) × 5,79 m (19 ft) = 31,79 m²

Die britische Einheit tn.l. (long ton) hat 1.016 kg, im Gegensatz zur metrischen Tonne mit 1.000 kg.